# Мис Дежньова
Мис Дежньо́ва, мис Де́жнєва (рос. Мыс Дежнёва) — крайня східна точка Чукотського півострова і, відповідно, крайня східна материкова точка Росії і всієї Євразії. Розташований у Беринговій протоці і сполучає Північний Льодовитий океан (Чукотське море) з Тихим океаном (Берингове море). Від мису Дежньова до мису Принца Уельського (Аляска), крайньої західної материкової точки Північної Америки — 86 км, а до коси, що лежить поруч, менш як 82 км.
До 1898 мис Дежньова називався мисом Східним. У 1898 році названо на честь С. І. Дежньова — російського мореплавця і дослідника Північного і Східного Сибіру.

## Галерея

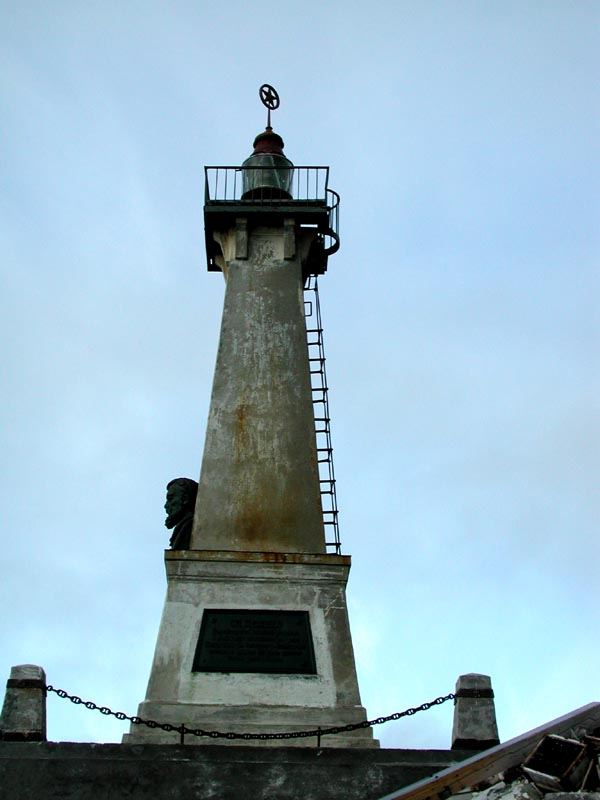
Монумент Семену Дежньову на мисі Дежньова
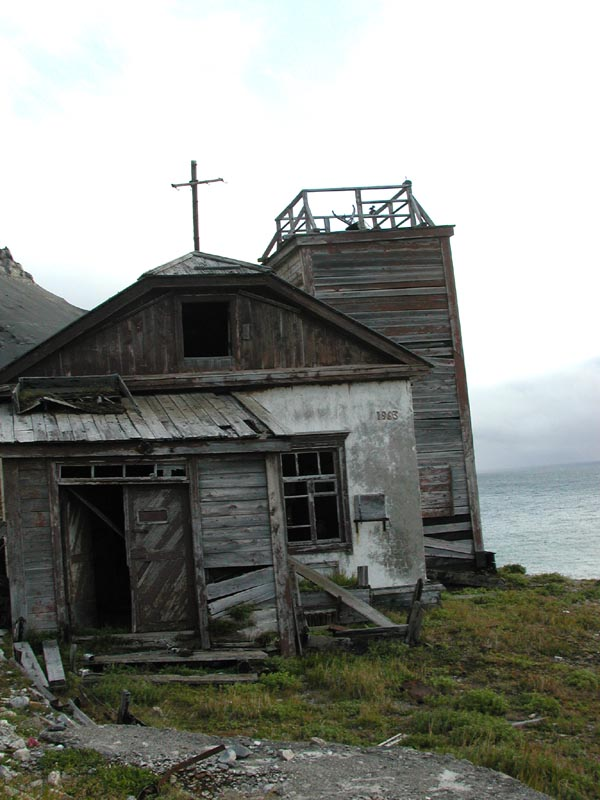
Радянський пост
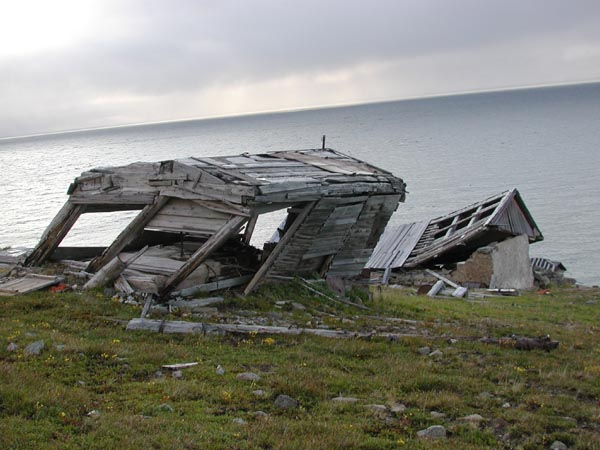
Радянські руїни
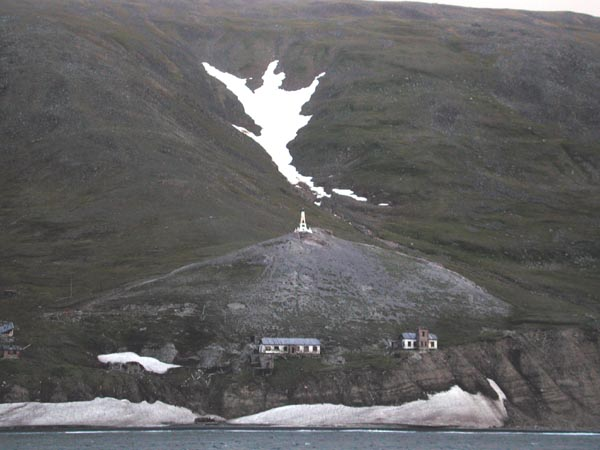
Залишене поселення Наукан поблизу мису Дежньова
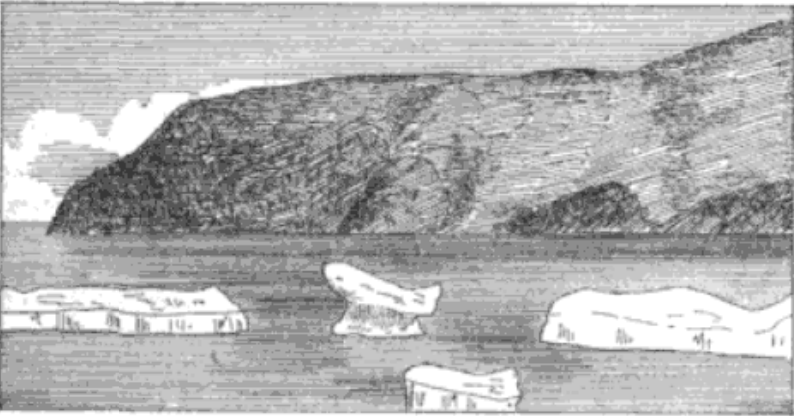
Малюнок мису Дежньова з північного сходу, 1881
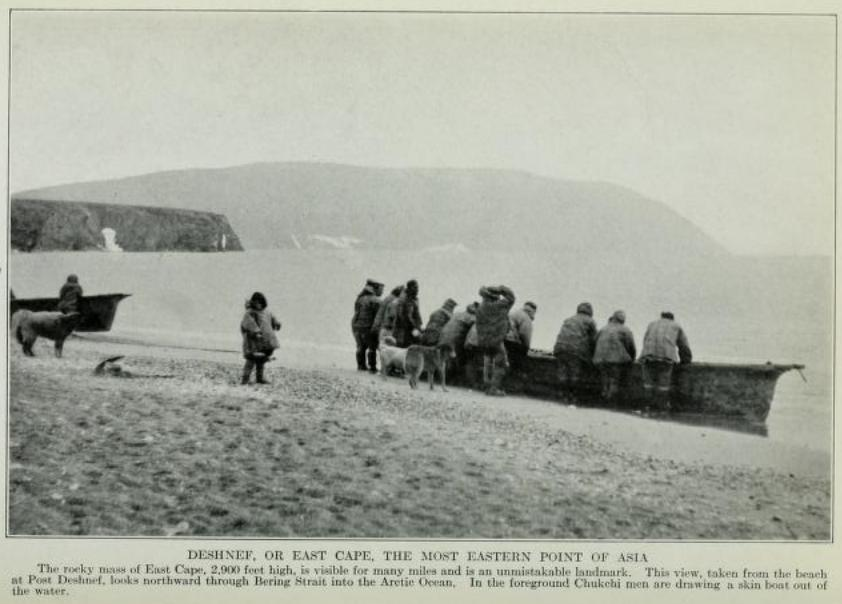
Чукчі з Дежньово витягають човна на берег, 1913
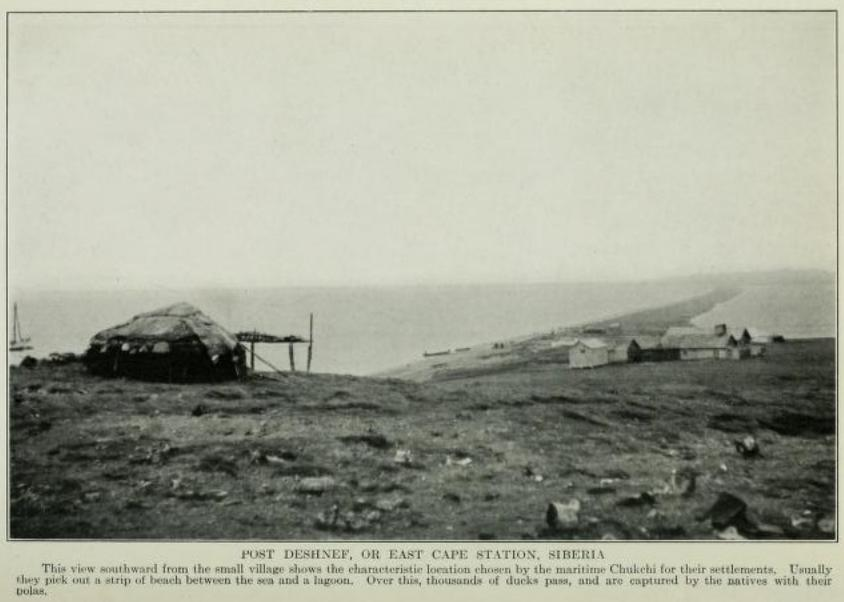
Краєвид частини порту Дежньов, 1913. Американського стилю хатина біля затоки, можливо, є торговою точкою